# Dragon Mania Legends
Dragon Mania Legends (Hay còn được gọi tắt là DML) là một trò chơi điện tử theo thể loại thiết kế trang trại, huấn luyện rồng và sử dụng các kĩ năng, chiến thuật để đánh bại đối thủ đổi lấy phần thưởng. Trong trò chơi, người chơi sẽ trở thành một nhà huấn luyện rồng. Người chơi phải hoàn thành các nhiệm vụ được giao, tham gia các trận chiến để lên cấp. Đồng thời một thế giới rộng lớn với hơn 800 con rồng và con số đang ngày càng nhiều hơn để có thể thu thập. Mỗi con rồng trong trò chơi đều sở hữu cho mình một ngoại hình riêng và từ một đến ba nguyên tố, mỗi nguyên tố lại là một kĩ năng khác nhau. Điều này khiến trò chơi từ đơn giản trở nên khó đoán định.

## Hệ thống chiến đấu

### Chiến đấu theo nhiệm vụ (trong bản đồ chiến dịch và khu vực đấu trường)
Trong trận chiến loại này, người chơi luôn được sở hữu lượt đấu đầu tiên.Mỗi bên có một đội hình gồm 3 rồng chiến. Người chơi kéo biểu tượng của nguyên tố của rồng được chọn sang phía rồng địch. Sau khi thả tay ra, một kim chỉ thị sẽ chạy trên một thanh mét cao dần theo thời gian. Thanh mét có hình vòng cung và có ba vùng màu tương ứng với ba kiểu tấn công.
- Vùng màu xám (rộng nhất) là khu vực tấn công bình thường.
- Vùng màu xanh lá (khá hẹp) là vùng tấn công hoàn hảo.
- Vùng màu đỏ (thường nằm ngay sau vùng màu xanh và có kích thước tương tự trừ vài trường hợp đặc biệt) là vùng tấn công trượt.

Người chơi phải căn thời gian để có một cú tấn công tốt nhất trong vùng xanh lá và tránh vùng màu đỏ.
Đặc biệt các kĩ năng cũng rất có ích cho các cuộc chiến như thế.
Giải thưởng của cuộc chiến thường là vàng, thức ăn, kinh nghiệm và cuộn giấy (vật liệu để học kĩ năng cho rồng).

### Chiến đấu tự do (trong Enchantment League)
Trong trận chiến loại này người sở hữu số rồng chiến tương ứng với:
- Hạng thi đấu của họ.
- Số rồng đã tăng sao của họ.

Người chơi thả rồng vào trong hàng phòng thủ và chiến đấu một cách tự do cho đến khi một rồng bị hạ để đến cửa tiếp theo (nếu chiến thắng) hoặc phải cho thêm rồng vào chiến tiếp (nếu thua cuộc).
Giải thưởng là rương nguyên liệu.

## Hệ thống nguyên tố

### Nguyên tố loại 1 (nguyên tố sơ cấp)
- Lửa (Fire): là nguyên tố được mở từ cấp độ đầu tiên khi người chơi vừa bước vào thế giới DML. Lửa khắc với gió nhưng lại sợ sét. Lửa thường được dùng như một nguyên tố tấn công trong đội hình.
- Gió (Wind): cùng với lửa, gió được mở khóa từ rất sớm. Gió khắc đất, nhưng lại sợ chân không. Gió nổi bật với khả năng khắc chế đội hình đối phương với Storm's A-Brewin'.
- Đất (Earth): là nguyên tố được mở khi người chơi hoàn thành phần hướng dẫn. Những con rồng có nguyên tố này thường được thêm lượng HP khá đáng kể nhưng lại bị giảm tấn công.
- Nước (Water): là nguyên tố được mở khi người chơi đạt trình độ cấp 9. Nguyên tố này là một nguyên tố tương khắc với lửa nhưng đổi lại thì nó chỉ tăng HP cho rồng chứ không tăng thêm tấn công cho rồng, cùng với kĩ năng của nó thì đây xứng đáng là hệ hỗ trợ trong đội hình.

### Nguyên tố loại 2 (nguyên tố trung cấp)
- Thực vật (Plant): là nguyên tố được mở thứ 5 sau nước khi người chơi đạt cấp độ 11. Đây là một nguyên tố được sử dụng cực kì phổ biến cho đến thời điểm hiện nay.
- Kim loại (Metal): nguyên tố này được mở khi người chơi đạt trình độ cấp 15. Kim loại là một nguyên tố xứng đáng với vị trí phòng thủ và phản công trong đội hình.
- Năng lượng (Energy): nguyên tố này được ở khóa khi người chơi đạt trình độ cấp 19. Năng lượng là nguyên tố mang tới cho rồng sở hữu nó một lượng tấn công tăng thêm đáng kể nhưng đổi lại lượng HP bị giảm đi không hề ít.
- Chân không (Void): một nguyên tố mở khá muộn khi người chơi đạt cấp độ 25, đây là một nguyên tố thảm họa khi được chọn là hệ chính của một con rồng do nó bị nguyên tố cây cỏ đánh mạnh. Thế nhưng khả năng của nguyên tố này cũng rất xứng đáng được chọn khi nó có thể chống lại gió.

### Nguyên tố loại 3 (nguyên tố cao cấp)
- Ánh sáng (Light): là một nguyên tố chỉ được mở cho đến khi người chơi đạt cấp độ 35. Nguyên tố này rất mạnh mẽ khi đối đầu với Gió, Đất và Năng lượng, và có ít điểm yếu vì nó chỉ yếu khi đấu với chính nó mà thôi.
- Bóng tối (Shadow): tương tự như ánh sáng nhưng bóng tối lại được mở ở cấp độ 44. Bóng tối rất mạnh khi tấn công nguyên tố Lửa, Nước và cây cỏ, và cũng có ít điểm yếu khi đấu với chính nó.

### Nguyên tố loại 4 (nguyên tố đặc biệt)
- Huyền thoại (Legendary): là một trong các nguyên tố được coi là "bất khả chiến bại" do không có điểm yếu nào. Nguyên tố với cái tên hơi kì lạ này cùng với cách hoạt động đặc biệt của nó khiến nó trở nên rất đắt đỏ trong nâng cấp và đánh thức nguyên tố ẩn của những chú rồng sở hữu nó.
- Thần thánh (Divine): là nguyên tố mạnh nhất cũng có thể nói là hoàn hảo nhất. Không một điểm yếu và tầm ảnh hưởng mạnh hơn so với nguyên tố huyền thoại khiến số rồng sở hữu nguyên tố này không nhiều.
- Cổ đại (Ancient): là nguyên tố mới, mạnh hơn nguyên tố thần thánh, kĩ năng đặc biệt hơn và cũng nhiều máu hơn, số lượng rồng sở hữu nguyên tố này còn ít hơn cả rồng thần thánh

## Kĩ năng của từng nguyên tố
Trong DML, mỗi con rồng tùy theo mức độ hiếm của mình, chúng thường sở hữu từ một đến ba nguyên tố. Mỗi nguyên tố có 6 cấp kĩ năng.

### Lửa (Fire)
- Explosive Results (Hậu quả Bùng nổ): Gây sát thương bằng 100% sát thương của rồng thi triển skill cho mục tiêu chính và thêm x sát thương cho tất cả các đối thủ khác. (Gây thêm sát thương cho tất cả các rồng địch.)
- Tại cấp 6, chia làm 2 kỹ năng là Hot Coals và Slow Burn:
  - Hot Coals (Than Nóng): Đánh bại mục tiêu chính gây thiệt hại cho tất cả các đối thủ khác một lần nữa bằng 100% sát thương của bản thân. Sát thương này không bị ảnh hưởng bởi Stone Shield và không kích hoạt Vengeful Sword hoặc Death Mark nhưng bị ảnh hưởng bởi kháng Nguyên tố và điểm yếu. (Nếu một rồng địch bị đánh bại, gây sát thương cho tất cả các rồng địch còn lại.)
  - Slow Burn (Cháy Chậm): Gây sát thương theo thời gian lên mục tiêu trong hai lượt bằng 50% sát thương của rồng thi triển skill mỗi lượt. Sát thương này không bị giảm bởi Stone Shield và không kích hoạt Vengeful Sword hoặc Death Mark nhưng bị ảnh hưởng bởi kháng Nguyên tố và điểm yếu. (Gây sát thương cho một rồng địch trong 2 lượt.)

### Gió (Wind)
- Dark Clouds (Mây Đen): Giảm sát thương cơ bản của mục tiêu xuống x trong 2 lượt. (Làm giảm sát thương của rồng địch, rồng ảnh hưởng trực tiếp sẽ giảm sát thương nhiều hơn các rồng ảnh hưởng gián tiếp.)
- Tại cấp 6, chia làm 2 kỹ năng là Storm's A-Brewin' và Last Breath:
  - Storm's A-Brewin' (Bão đang Ủ): Giảm sát thương cơ bản của các đối thủ khác xuống bằng 40% sát thương của rồng thi triển skill. (Làm giảm sát thương của tất cả rồng địch, rồng ảnh hưởng trực tiếp sẽ giảm sát thương nhiều hơn các rồng ảnh hưởng gián tiếp.)
  - Last Breath (Hơi thở Cuối): Giảm sát thương cơ bản của mục tiêu thêm 2 lượt bổ sung. [Làm giảm sát thương của một rồng địch thêm 2 lượt (4 lượt).]

### Đất (Earth)
- Stone Shield (Khiên Đá): Hấp thụ x sát thương trực tiếp đến và y sát thương gián tiếp cho mục tiêu đồng minh và z sát thương trực tiếp cho các đồng minh khác trong hơn 2 lượt. (Làm giảm sát thương khi bị rồng địch đánh trúng, rồng được buff chính sẽ giảm sát thương nhiều hơn các con được buff phụ.)
- Tại cấp 6, chia làm 2 kỹ năng là Stone Cold và Tombstone:
  - Stone Cold (Lạnh như Đá): Mục tiêu hấp thụ sát thương gián tiếp bằng 50% sát thương của rồng thi triển skill và sống sót thêm một lượt sau khi bị đánh bại. (Giúp cho một rồng ta vẫn còn sống thêm 1 lượt sau khi bị đánh bại.)
  - Tombstone (Bia mộ): Khiên chắn của mục tiêu tồn tại thêm hai lượt bổ sung và hấp thụ sát thương gián tiếp bằng 40% sát thương của rồng thi triển skill. Các đồng minh khác hấp thụ sát thương gián tiếp bằng 20% sát thương của rồng thi triển. [Giúp kéo dài khiên thêm hai lượt (4 lượt).]

### Nước (Water)
- Revitalize (Phục hồi): Chữa lành mục tiêu đồng minh cho x máu và tất cả các đồng minh khác cho y máu. (Giúp tăng thêm máu cho rồng ta, rồng được buff chính sẽ hồi nhiều máu hơn các con được buff phụ.)
- Tại cấp 6, chia làm 2 kỹ năng là Restorative Recourse và Regeneration:
  - Restorative Recourse (Cầu viện Phục hồi): Loại bỏ các hiệu ứng tiêu cực khỏi rồng mục tiêu đồng minh như Slow Burn, Dark Clouds, Poison, Power of Thunder, Dazzling Aura, Creeping Shadows và Death Mark. (Giúp loại bỏ những buff có hại cho một rồng được buff.)
  - Regeneration (Tái Tạo): Tái tạo mục tiêu đồng minh trong 2 lượt bằng 75% sát thương rồng thi triển skill trong 2 lượt. Hồi máu cho mục tiêu trước khi gây sát thương theo thời gian, như hiệu ứng Slow Burn, Poison và Creeping Shadows. Nó có thể được sử dụng nhiều lần bởi một rồng thi triển skill, nhưng chỉ thời gian được kéo dài. Tuy nhiên, nó có thể xếp chồng lên nhau khi được sử dụng bởi các rồng thi triển khác nhau. (Hồi máu cho rồng ta và hồi phục một ít máu bằng 75% sát thương rồng thi triển skill trong 2 lượt cho rồng dược buff.) --> Hiệu ứng Regeneration khi được buff cho cùng 1 rồng từ 2 rồng khác nhau thì chỉ tính cái mới nhất.

### Thực vật (Plant)
- Poison (Chất độc) - Gây một lượng sát thương nhất định trong hai lượt. (Đầu độc gây thêm sát thương cho rồng rồng mục tiêu trong 2 lượt tới.)
- Tại cấp 6, chia làm 2 kỹ năng là Infection và Pandemic:
  - Infection (Nhiễm trùng): Nếu mục tiêu có hiệu ứng Poison bị đánh bại bằng bất kỳ cách nào, chất độc sẽ lan sang những con rồng hiện đang đánh bại (một làn sóng thứ hai vẫn không bị ảnh hưởng) và chúng sẽ bị xử lý "sát thương bằng 80% sát thương của rồng thi triển skill" trong 2 lượt. Nó chỉ có thể xếp chồng lên nhau nếu Infection từ các rồng thi triển skill khác nhau (nếu cùng là một rồng thi triển skill cho cả hai thì hiệu ứng chỉ được kéo dài). (Nếu một rồng địch đang nhiễm độc bị đánh bại, tất cả rồng địch còn lại trên sân bị nhiễm độc.) => Hiệu ứng Infection sẽ không xếp chồng lên nhau mặc dù từ hai rồng thi triển chiêu khác nhau.
  - Pandemic (Dịch bệnh) - Ngộ độc kéo dài thêm một lượt. [Rồng địch bị nhiễm độc kéo dài thêm một lượt nữa (3 lượt).]

### Kim loại (Metal)
- Vengeful Sword (Gươm Trả thù) - Tất cả các đồng minh có được hào quang phòng thủ sẽ trả đũa các cuộc tấn công trực tiếp và gián tiếp. Đồng minh mục tiêu có hào quang phòng thủ chính, tất cả các đồng minh khác có hào quang phòng thủ thứ cấp. (Phản công ngược lại rồng địch khi tấn công rồng ta, rồng được buff chính sẽ phản sát thương mạnh hơn rồng được buff phụ.)
- Tại cấp 6, chia làm 2 kỹ năng là En Garde! và Final Vengeange:
  - En Garde! (Cảnh Giác!) - Hào quang chính hấp thụ sát thương bằng 20% sát thương của rồng thi triển skill. (Buff chính sẽ hấp thụ sát thương bằng 20% sát thương của rồng thi triển skill và phản công ngược lại.)
  - Final Vengeange (Trả thù Cuối cùng) - Nếu một mục tiêu có hào quang chính bị đánh bại, gây sát thương bằng 80% sát thương của rồng thi triển skill cho tất cả kẻ thù.(Nếu rồng được buff chính bị đánh bại, gây sát thương cho tất cả các rồng địch còn lại trên sân.)

### Năng lượng (Energy)
- Electric Jolt (Sốc Điện) - Gây thêm sát thương x cho đối thủ khác + cơ hội đánh tất cả đối thủ. (Gây thêm sát thương cho một rồng địch bên cạnh và cơ hội gây thêm sát thương cho một rồng địch còn lại.)
- Tại cấp 6, chia làm 2 kỹ năng là Burnout và Power of Thunder:
  - Burnout (Kiệt sức) - Năng lượng tấn công sẽ loại bỏ các hiệu ứng tích cực của mục tiêu chính như Regeneration, Stone Shield, và Vengeful Sword. Các hiệu ứng tích cực được loại bỏ trước khi các thiệt hại được xử lý. Burnout không loại bỏ Dazzling Aura. (Loại bỏ những buff có lợi của một mục tiêu chính.)
  - Power of Thunder (Uy lực của Sét) - 35% làm choáng mục tiêu chính trong một lượt. [Cơ hội tấn công làm choáng váng (bị mất lượt) một mục tiêu chính trong một lượt.]

### Chân không (Void)
- Life Steal (Đánh cắp Sự sống) - Chữa lành vết thương bằng x máu đồng thời đánh cắp máu của đối thủ. (Giúp tăng thêm máu khi tấn công một mục tiêu.)
- Tại cấp 6, chia làm 2 kỹ năng là Pay it Forward và Dark Ritual:
  - Pay it Forward (Trả Sau) - Đánh trúng một mục tiêu giúp chữa lành rồng thi triển skill và tất cả đồng minh thêm máu bằng 30% sát thương rồng thi triển skill. (Tấn công một rồng địch giúp tăng thêm máu cho rồng thi triển skill và thêm lượng nhỏ máu cho tất cả rồng ta bằng 30% sát thương rồng thi triển skill.)
  - Dark Ritual (Nghi thức Tối tăm) - Khi một mục tiêu có một hoặc nhiều hiệu ứng tích cực được sử dụng, sử dụng kỹ năng này sẽ chuyển tất cả hiệu ứng đến rồng thi triển skill nơi nó tồn tại trong thời gian còn lại của hiệu ứng, nhưng không quá hai vòng. (Tấn công một rồng địch giúp tăng thêm máu cho rồng thi triển skill, ngoài ra nó còn đánh cắp buff có lợi từ rồng mục tiêu sang rồng thi triển skill.)

### Ánh sáng (Light)
- Solar Flare (Ngọn lửa Mặt trời) - Gây sát thương 100% từ sát thương của rồng thi triển skill cho mục tiêu chính và thêm x sát thương cho tất cả các đối thủ khác. (Gây thêm sát thương cho tất cả rồng địch.)
- Tại cấp 6, chia làm 2 kỹ năng là Dazzling Aura và Healing Light:
  - Dazzling Aura (Hào quang Chói lóa) - 15% cơ hội làm choáng váng đối thủ trong một lượt khi nó bị tấn công. Chiêu thức này là một kỹ năng bị động, do đó luôn luôn hoạt động mà không cần phải sử dụng nó. Nó không bị ảnh hưởng bởi Burnout hoặc Frightened Speechless. Cơ hội làm loá mắt rồng địch trong 1 lượt tới. [Cơ hội làm cho một rồng đối thủ bị choáng (bị mất lượt) trong một lượt khi nó tấn công.]
  - Healing Light (Ánh sáng Chữa trị) - 80% cơ hội chữa lành tất cả rồng bằng 10% sát thương từ rồng thi triển skill khi nó tấn công. [Cơ hội chữa lành vết thương (tăng thêm máu bằng 10% sát thương rồng thi triển skill) cho rồng ta khi tấn công bằng kĩ năng này.]

### Bóng tối (Shadow)
- Creeping Shadows (Bóng Leo) - Gây một lượng sát thương nhất định trong 2 lượt. (Gây sát thương cho rồng địch trong 2 lượt tới.)
- Tại cấp 6, chia làm 2 kỹ năng là Frightened Speechless và Shade of Oneself:
  - Frightened Speechless (Sợ Cứng họng) - 50% cơ hội khiến mục tiêu không thể sử dụng bất kỳ kỹ năng hoạt động nào trong hai lượt. Tuy nhiên, Dazzling Aura không bị ảnh hưởng và vẫn có thể được kích hoạt bởi các đòn đánh trực tiếp, vì đây là một kỹ năng bị động. (50% cơ hội làm cho rồng mục tiêu không sử dụng được skill trong hai lượt.)
  - Shade of Oneself (Bóng của Mình) - Giảm sát thương mục tiêu bằng 25% sát thương của rồng thi triển skill. (Gây sát thương ngoài ra làm giảm sát thương rồng mục tiêu xuống 25% từ sát thương của rồng thi triển skill.)

### Huyền thoại (Legendary)
- Death Mark (Dấu hiệu Chết chóc) - Mục tiêu nhận thêm sát thương khi bị tấn công trực tiếp trong 2 lượt. (Gây thêm sát thương cho rồng đối thủ (bị trúng skill) nhận thêm sát thương trực tiếp khi nó bị rồng đồng minh (đội của mình) tấn công.)
- Tại cấp 6, chia làm 2 kỹ năng là Heroic Healing và Heroic Duel:
  - Heroic Healing (Anh hùng Chữa trị) - Khi kẻ địch bị đánh dấu bị tấn công, rồng thi triển skill nhận được máu bằng 40% sát thương của chính nó. [Khi một rồng địch đang trúng Death Mark bị đánh (trực tiếp), rồng thi triển skill được tăng thêm máu.]
  - Heroic Duel (Anh hùng Đấu tay đôi) - Khi kẻ thù bị đánh dấu mà tấn công rồng thi triển skill, rồng thi triển skill sẽ trả đũa, gây ra sát thương bằng 80% sát thương của chính nó. (Khi một rồng địch đang trúng Death Mark tấn công vào chủ nhân sẽ bị phản công ngược lại.)

### Thần thánh (Divine)
- Wisdom of the Ancients (Trí khôn của Người cũ) - Một đồng minh gây sát thương nhiều hơn và có nhiều máu hơn trong 2 lượt. [Một rồng được buff tăng sát thương (của rồng buff) và nhận thêm điểm máu (của rồng được buff) trong 2 lượt.]
- Tại cấp 6, chia làm 2 kỹ năng là Great Blessing và Mass Blessing:
  - Great Blessing (Phước lành Lớn) - Ban phước cho một đồng minh để gây sát thương 60% DAS và nhận thêm 80% máu ban đầu trong 3 lượt. [Ban phước (buff) cho một rồng đồng minh (đội của mình) thêm 60% sát thương (của rồng buff) và nhận thêm 80% điểm máu (của rồng được buff) trong 3 lượt.]
  - Mass Blessing (Lễ Ban Phước) Ban phước cho tất cả các đồng minh để gây sát thương 50% DAS và nhận thêm 50% máu ban đầu trong 2 lượt. (Ban phước (buff) cho tất cả rồng đồng minh (đội của mình) thêm 50% sát thương (của rồng buff) và nhận thêm 50% điểm máu (của rồng được buff) trong 2 lượt.)

### Cổ đại (Ancient)
- Damage Leech (Kẻ đeo bám Gây hại) - Làm giảm sát thương cơ bản của mục tiêu xuống x% và tăng thêm x% sát thương của bản thân trong 2 lượt. (Làm giảm sát thương của một rồng đối thủ và tăng sát thương của bản thân trong 2 lượt.)
- Tại cấp 6 chia làm 2 kỹ năng là Enchantment Mirror và Mass Leech:
  - Enchantment Mirror (Gương Mê hoặc) - Ngoài việc giảm sát thương của mục tiêu, thành thạo này đánh cắp tất cả các hiệu ứng tích cực từ rồng mục tiêu trong khi chuyển tất cả các hiệu ứng tiêu cực từ người khai thác sang rồng mục tiêu. (Ngoài giảm sát thương của mục tiêu nó còn đánh cắp tất cả các buff có lợi từ mục tiêu và chuyển các buff có hại từ nó sang mục tiêu.)
  - Mass Leech (Kẻ đeo bám Quần chúng) - Những con rồng đồng minh có sát thương tăng bằng 25% sát thương rút ra từ kẻ thù mục tiêu trong 2 lượt. (Giảm sát thương của mục tiêu và tăng thêm sát thương bằng 25% sát thương của mục tiêu cho cả đội mình trong 2 lượt.)